# Panico (Eiffel 65)
Panico è un singolo del gruppo dance italiano Eiffel 65, pubblicato il 1º giugno 2016.

## Descrizione
Panico rappresenta il ritorno dal punto di vista produttivo degli Eiffel 65, pubblicato a 12 anni di distanza dal precedente Tu credi, uscito nel 2004; è quindi il primo singolo pubblicato dalla formazione priva di Gabry Ponte. L'uscita del brano viene anticipata con la pubblicazione di una sua demo sul canale YouTube di Bliss Corporation il 2 aprile 2016.
Il singolo nella sua versione definitiva viene pubblicata a giugno 2016, unito alla sua versione in lingua inglese Critical. Lo stile cerca di riprendere l'italodance che ha portato al successo il gruppo torinese, attraverso l'uso di sonorità contemporanee; l'argomento cardine del pezzo è la serata in discoteca, in cui si incontra la persona da cui si è attratti e dove, complice l'alcol e i suoi effetti, talvolta ci si possa lasciar prendere da attacchi di panico. La critica non ha accolto positivamente Panico, giudicandolo inadatto alle aspettative sul ritorno del gruppo.

## Video musicale
Il 1º giugno viene pubblicato anche il video, diretto da Maurizio Ghiotti. Il video è stato girato durante la prima esibizione dal vivo del brano, avvenuta la sera del 2 aprile presso una discoteca di Trezzo sull'Adda.

## Tracce
Download digitale
Testi e musiche di Gianfranco Randone, Maurizio Lobina.
1. Panico – 4:03

Download digitale – versione inglese
Testi e musiche di Gianfranco Randone, Maurizio Lobina.
1. Critical – 4:07